# Ruwen Filus
Ruwen Filus (ur. 14 lutego 1988 w Bückeburg) – niemiecki tenisista stołowy, wicemistrz świata, czterokrotny mistrz Europy. Zawodnik TTC RhönSprudel Fulda-Maberzell.

## Sukcesy
Na podstawie.

### Mistrzostwa świata
- 2018 – srebrny medal Mistrzostw Świata (drużynowo)

### Mistrzostwa Europy
- 2019 – złoty medal Mistrzostw Europy (drużynowo)
- 2018 – brązowy medal Mistrzostw Europy (gra podwójna)
- 2018 – srebrny medal Mistrzostw Europy (gra podwójna mieszana)
- 2017 – złoty medal Mistrzostw Europy (drużynowo)
- 2015 – srebrny medal Mistrzostw Europy (drużynowo)
- 2013 – złoty medal Mistrzostw Europy (drużynowo)
- 2011 – złoty medal Mistrzostw Europy (drużynowo)